# Lac Winneway
Pour les articles homonymes, voir Winneway (homonymie).
Le lac Winneway est un plan d'eau douce situé dans le territoire non organisé Les Lacs-du-Témiscamingue, dans la municipalité régionale de comté (MRC) de Témiscamingue, dans la région administrative de l'Abitibi-Témiscamingue, au Québec, au Canada.
Ce lac est situé entièrement en zone forestière. La foresterie constitue la première activité économique du secteur ; les activités récréotouristiques, en second. Une route forestière dessert le côté Est du lac et une autre le côté Ouest.
Ce plan d’eau est généralement gelé de la mi-novembre à la mi-avril, néanmoins la période de circulation sécuritaire sur la glace est généralement de la mi-décembre à la fin mars.

## Géographie
Le lac Winneway couvre une superficie de km2 et sa surface est à une altitude de 309 m. Ce lac comporte huit îles. Il reçoit ses eaux de la rivière Winneway et de deux décharges de lacs en amont.
D'une longueur de 5,4 km et d'une largeur de 2,0 km, l’embouchure de ce lac se situe à :
- 15,3 km au Sud-Est de l’embouchure de la rivière Winneway ;
- 32,8 km, au Sud-Est de l’embouchure du lac Simard (Témiscamingue) ;
- 21,0 km au Sud-Ouest du réservoir Decelles ;
- 83,6 km au Sud-Ouest de Val-d’Or ;
- 77,7 km à l'Est du lac Témiscamingue[1].

Les principaux bassins versants voisins du lac Winneway sont :
- côté Nord : rivière Winneway, lac Nodier, lac des Fourches, réservoir Decelles, rivière des Outaouais ;
- côté Est : lac Fayard, lac Bay, Lac Pierre, lac Winawiash ;
- côté Sud : lac Soufflot, lac Fayard, rivière Marécageuse ;
- côté Ouest : rivière Marécageuse, ruisseau Klock, rivière Guillet, rivière Blondeau, rivière des Outaouais.

La partie supérieure de la rivière Winneway se décharge sur la rive Est du lac Winneway. Puis, le courant parcourt 6,1 km vers le Nord en traversant le lac Winneway. En amont, les eaux de cette rivière proviennent d’un ensemble de lacs dont lac Fayard, lac Pierre, lac Bay, lac McLachlins, etc.
L’embouchure du lac Winneway se situe du côté Nord et ses eaux se déversent dans la partie inférieure de la rivière Winneway. En amont, un barrage a été érigé refoulant les eaux sur 9,3 km. La rivière Winneway est un affluent de la rive Sud-Est du lac Simard (Témiscamingue) lequel est à son tour traversé dans sa partie Nord-Ouest par le cours de la rivière des Outaouais. De là, le courant de cette dernière rivière traverse successivement les lacs Grassy, le "des Quinze", puis le lac Témiscamingue.

## Toponymie
D’origine amérindienne de la nation algonquine, le terme « Winneway » signifie « Eaux vives ou eaux sales ». Cette désignation toponymique est indiquée sur une carte de 1961.
Le toponyme "lac Winneway" a été officialisé le 5 décembre 1968 à la Banque des noms de lieux de la Commission de toponymie du Québec, soit à la création de cette commission.